# 炼瓦亭
株式会社炼瓦亭（日语：／ Kabushiki kaisha Rengatei */?），通常简称炼瓦亭，是日本東京都中央区銀座的一家洋食餐厅。该餐厅也是日式炸猪排和蛋包饭的发源地。

## 历史
炼瓦亭于明治二十八年（1895年）由厨师山本音次郎创立，餐厅成立初期，日本政府鼓励民众在饮食生活上西方化，但西餐并不符合一些日本人的口味，因此山本音次郎开始改良西餐，试图让菜品符合日本人的口味，他参照烹饪天婦羅的技法，将猪肉裹以小麥粉和木薯粉的漿油炸，做出了日式豬排，并于明治三十二年（1899年）向顾客推出，炼瓦亭因此被后世的主流学者视为日式炸猪排的发源地。该店又于明治三十三年（1900年）创制了另一道洋食料理蛋包饭，作为员工餐提供给餐厅员工，这道菜亦于两年后纳入了餐厅菜单。
山本音次郎卸任店长后，炼瓦亭由木田元次郎继承，期间餐厅在深川开设分店，昭和七年（1932年）以后，改由木田孝一担任店长，此后餐厅便一直由木田家族管理至今。炼瓦亭现存的建筑则于昭和三十九年（1964年）建成。
小说家池波正太郎对炼瓦亭的洋食评价颇高，喜欢在此餐厅进食。2023年3月韩国总统尹锡悦访日期间，日本首相岸田文雄曾款待他在炼瓦亭吃蛋包饭。

## 现况
炼瓦亭以贩售正宗日式炸猪排、蛋包饭、炸牡蛎著称，其中炸猪排使用大量食用油烹制，透过完全隔绝空气锁住水分，令口感软嫩鲜滑。餐厅亦提供啤酒、威士忌、日本清酒等酒精饮料。顾客皆需要以现金消费。
日本關西電視台關西電視劇實驗室制播的电视剧《銀座黑貓物語》第一集，即是以炼瓦亭為故事背景。